# Paraphrynus viridiceps
Espèce
Synonymes
- Tarantula viridiceps Pocock, 1894

Paraphrynus viridiceps est une espèce d'amblypyges de la famille des Phrynidae.

## Distribution
Cette espèce se rencontre aux Bahamas et à Cuba.

## Description
L'holotype mesure 13 mm.

## Publication originale
- Pocock, 1894 : Contributions to our Knowledge of the Arthropod Fauna of the West Indies. Part II. Chilopoda. Journal of the Linnean Society of London, Zoology, vol. 24, p. 454–544 (texte intégral).